# SG Achim/Baden
Die Spielgemeinschaft Achim/Baden ist eine gemeinsame Handballabteilung des TV Baden und des TSV Achim 1860 im Norddeutschen Handballverband. Bekannt ist sie insbesondere durch die Herrenhandballmannschaft der 2. Handball-Bundesliga (Nord), die bis 2008 höchstklassig spielende Mannschaft im Raum Bremen. Heimat der SG Achim-Baden ist die niedersächsische Stadt Achim bei Bremen im Landkreis Verden. Nach Ablauf der Saison 2007/08 stieg die SG Achim/Baden aus der 2. Bundesliga in die Oberliga ab, da dem Verein die Lizenz verweigert wurde. Am 21. April 2009 gelang der vorzeitige Wiederaufstieg in die Regionalliga.

## Struktur der SG
Die SG Achim/Baden vereint vier Herrenmannschaften, eine Damenmannschaft und verschiedene Jugendmannschaften.

## Logo
Das Logo der SG Achim/Baden verbindet die Farben des TV Baden, eines Vereines aus dem Achimer Stadtteil Baden, und des TSV Achim. Es zeigt einen Handball, der links schwarz und rechts rot ist, verbunden durch den Umriss eines werfenden Handballspielers und versehen mit dem Schriftzug SG Achim Baden Handball.

## Sponsor
Den Rahmen für die Aktivitäten der SG Achim/Baden bildet ein Konsortium verschiedener (Klein- und Groß-)Sponsoren. Die derzeitigen Hauptsponsoren sind die Firmen Krone Filtertechnik GmbH und Lifepark GmbH. Um unabhängiger von einem Einzelsponsor zu werden und um den Handball im Großraum Bremen stärker zu verwurzeln, wurde Anfang April 2007 der Club der 100 gegründet, der mehreren (zunächst 100) Kleinsponsoren offensteht und mit dessen Hilfe Geld gesammelt wird.

## Spielstätte
Die Heimspiele der SG Achim/Baden werden in der Sporthalle des Cato Bontjes van Beek-Gymnasiums in Achim mit einem Fassungsvermögen von 380 Zuschauern ausgetragen. Einige Spiele fanden in der Halle 7, neben der Stadthalle Bremen statt.

## Bekannte ehemalige Spieler
- Aljoscha Schmidt
- Aaron Ziercke
- Lars Friedrich
- Ariel Panzer